# Papa Jack Laine
Papa Jack Laine, nacido George Vital, fue un baterista y contrabajista norteamericano de jazz tradicional, que nació en Nueva Orleans (Luisiana), el 21 de septiembre de 1873, y falleció en la misma ciudad, el 1 de junio de 1966.
Hacia 1890 forma su primera banda, dedicada a tocar ragtime, a la que llama Reliance Band. El grupo obtiene un gran éxito, lo que le permite mantener la orquesta durante casi tres décadas. Entre los numerosos músicos que comenzaron con Laine, están Nick La Rocca y George Brunis.
En 1917 se retira de la música, sin llegar a grabar un solo disco ni salir de su ciudad natal, convirtiéndose en una de las leyendas del jazz.